# Ford Capri EV
El Ford Capri EV es un crossover compacto tipo SUV eléctrico de batería del segmento C, producido por Ford Motor Company para el continente europeo desde 2024. Se fabrica en la planta Body & Assembly de Colonia en Alemania y se comercializa en el resto de Europa. Utiliza baterías suministradas por el Grupo Volkswagen y comparte su nombre con el Capri original.

## Descripción general

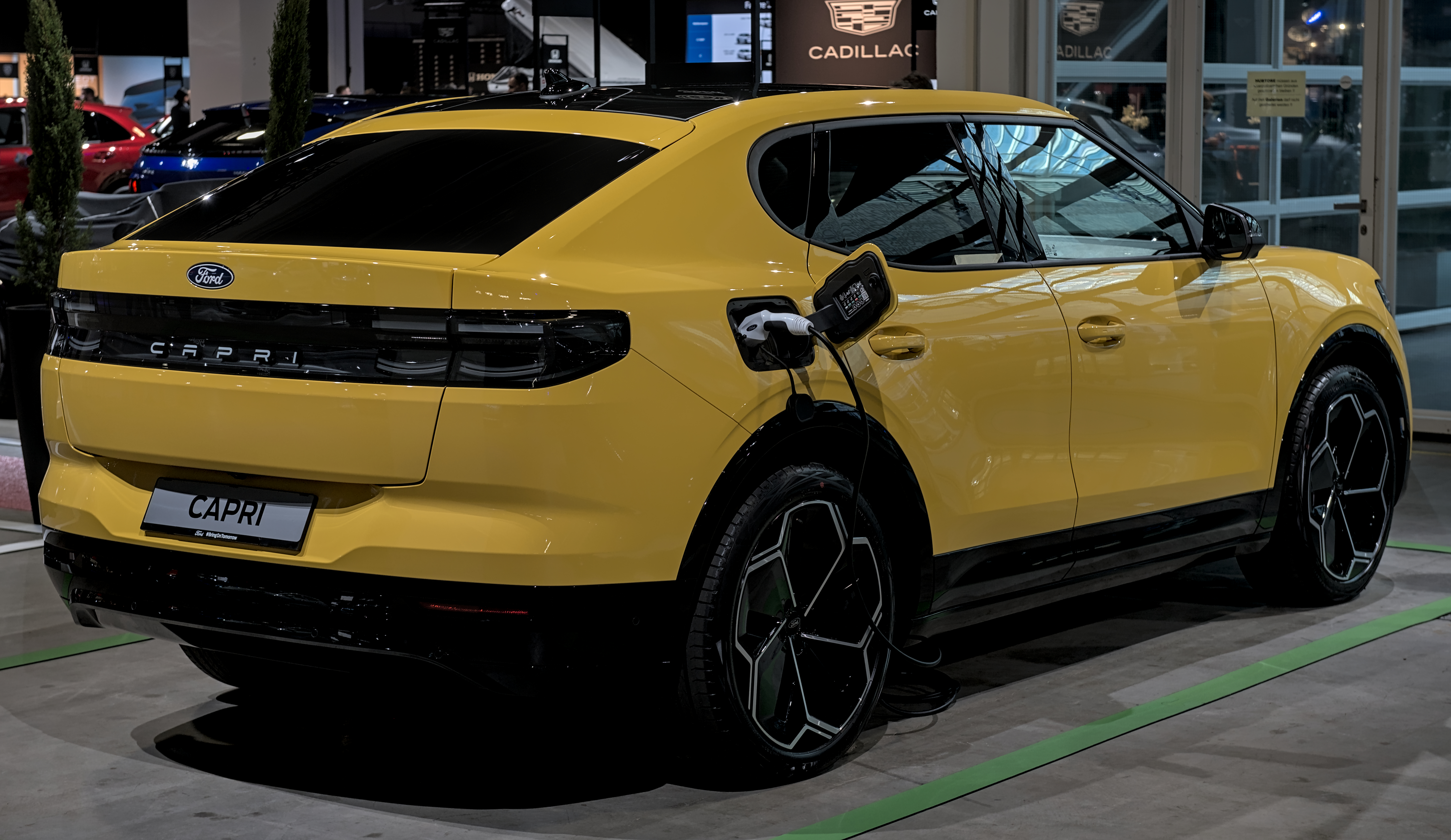
Vista trasera en el Salón del automóvil de Zúrich de 2024

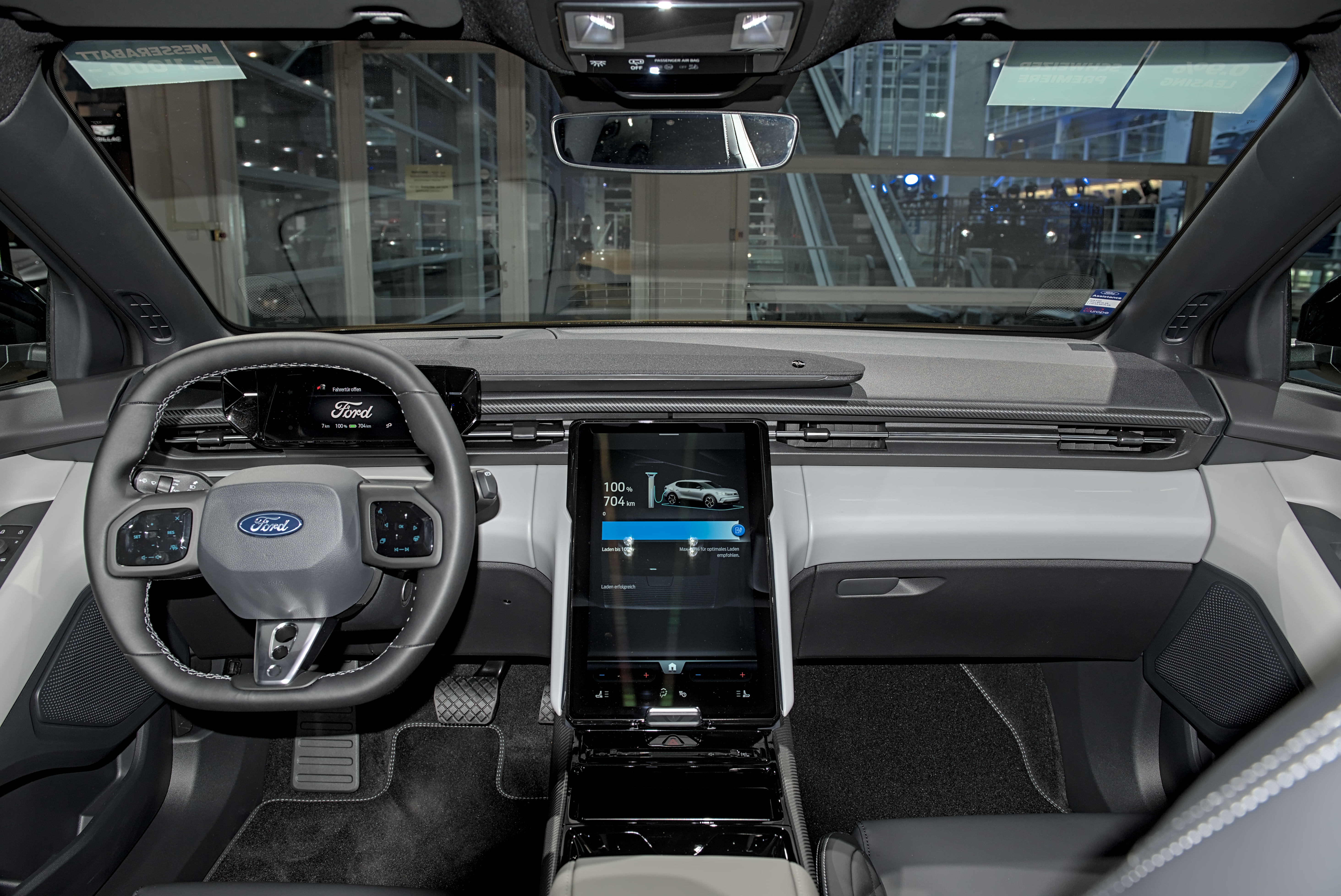
Vista de interior

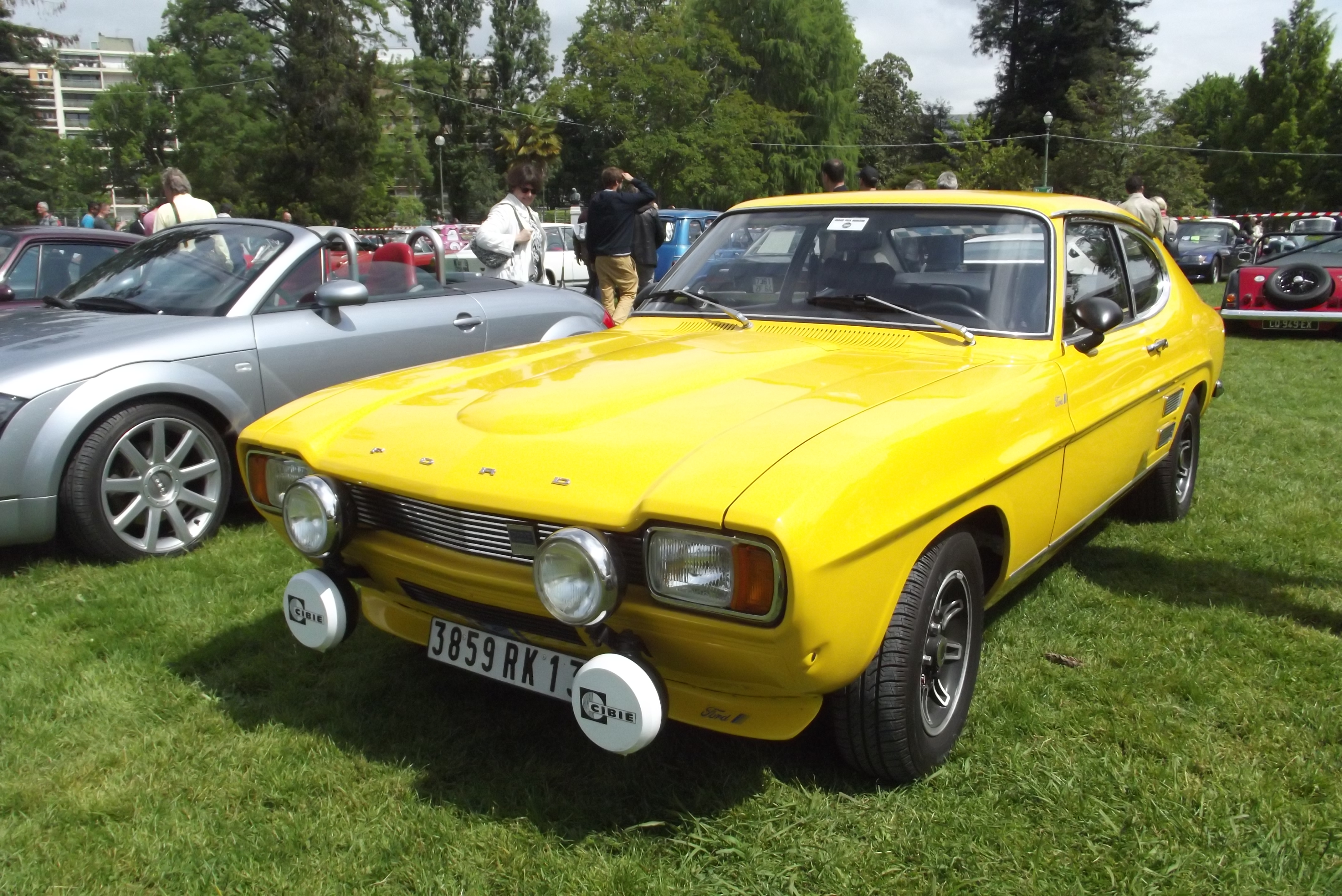
Inspirado en el Capri original producido entre 1968 y 1986.

A principios de 2023, se especuló que Ford podría revivir el nombre comercial Capri en Europa como un cupé crossover deportivo eléctrico, similar al resurgimiento del nombre Puma en 2019. Aunque Ford no confirmó el nombre Capri, sino que lo denominó "Sport Crossover" antes de su lanzamiento oficial en 2024, el vehículo está basado en la plataforma MEB del Grupo Volkswagen y comparte tecnología y señales de diseño del Ford Explorer eléctrico de 2024.   Más tarde, en noviembre de 2023, se tomó una fotografía del vehículo de preproducción camuflado circulando por Colonia, Alemania.  El vehículo se presentó el 10 de julio de 2024.
El Capri es parte de la estrategia de Ford, que implica crear vehículos únicos que se destaquen entre sí y de la competencia.
El Capri tiene muchos elementos de estilo tomados del Explorer EV, como varios paneles de carrocería compartidos entre los dos modelos, como el cofre, las salpicaderas delanteras y las puertas. En comparación con el Explorer EV, la suspensión del Capri se baja un 10 mm (0,39 pulgadas) y tiene una configuración más rígida.
El exterior presenta los cuatro elementos de los faros led conectados por una rejilla negra horizontal que recuerda a un detalle que se volvió icónico en la década de 1980. El lateral presenta una silueta de cupé similar al modelo original, con su exclusivo Capri Swoosh en las ventanas laterales. Hay letras Capri ubicadas detrás de la moldura negra brillante y se ha omitido el limpiaparabrisas trasero para no "interrumpir el elegante perfil del vehículo. Las luces delanteras y traseras presentan un efecto dogbone conectado a las piezas de moldura de color negro brillante, con la intención de replicar el diseño de faros cuádruples del Capri de tercera generación.

### Interior
Su interior tiene un enfoque minimalista y centrado en el ser humano. Cuenta con un panel de instrumentos digital de 5 pulgadas (12,7 cm), una pantalla táctil Sync Move ajustable de 15 pulgadas (38,1 cm) y un bocina de barra de sonido Bang & Olufsen que se extiende a lo largo de la parte superior del tablero. El Capri utiliza un nuevo material llamado "Sensical", que no está hecho de cuero y forma parte de los objetivos de sostenibilidad de Ford.
Al empujar hacia atrás la pantalla táctil se revela un espacio de almacenamiento bloqueable llamado "my private locker" con puertos USB. Hay dos compartimentos de almacenamiento: uno con carga inalámbrica para teléfonos y otro con portavasos extraíbles, ya que los comentarios de los consumidores europeos muestran preferencia por el almacenamiento sobre los portavasos. Hay una mega consola con 17 L (0,6 pies cúbicos) de espacio de almacenamiento debajo del apoyabrazos central delantero, una novedad en el mercado.[cita requerida]
El tercer radio del volante presenta un efecto metálico con agujeros perforados que recuerda al Cortina Mark II en el que se basó el Capri original y el modelo base viene de serie con asientos de tela con una franja vintage.[cita requerida]